# Dicranomyia (Dicranomyia) modesta
Dicranomyia (Dicranomyia) modesta is een tweevleugelige uit de familie steltmuggen (Limoniidae). De soort komt voor in het Palearctisch en Nearctisch gebied.